# Tom Clancy's Ghost Recon
Ghost Recon é uma série de jogos de Tiro tático, lançados para Microsoft Windows, Mac OS, Xbox, Game Cube PlayStation 2 e Xbox 360. Ghost Recon põe o jogador no comando de um grupo de elite fictício do exército americano, um grupo que se autodenomina "Esquadrão Fantasma" ("Ghost Recon" em inglês). A série é assinada pelo romancista americano Tom Clancy, criador de outros jogos de sucesso como Rainbow Six e Splinter Cell.

## Jogos
| Título                               | Ano de lançamento | Ano de ambientação | Windows | Mac | Microsoft | Sony     | Nintendo | Celulares       | Detalhes       |
| ------------------------------------ | ----------------- | ------------------ | ------- | --- | --------- | -------- | -------- | --------------- | -------------- |
| Ghost Recon                          | 2001              | 2008               | Sim     | Sim | Xbox      | PS2      | NGC      | N-Gage          |                |
| Ghost Recon: Desert Siege            | 2002              | 2009               | Sim     | Sim | Não       | PS2      | Não      | Não             | Expansion pack |
| Ghost Recon: Island Thunder          | 2002              | 2010               | Sim     | Sim | Xbox      | PS2      | Não      | Não             | Expansion pack |
| Ghost Recon: Jungle Storm            | 2004              | 2010               | Não     | Não | Não       | PS2      | Não      | N-Gage, celular | Expansion pack |
| Ghost Recon 2                        | 2004              | 2007/2011          | Não     | Não | Xbox      | PS2      | NGC      | Não             |                |
| Ghost Recon 2: Summit Strike         | 2005              | 2012               | Não     | Não | Xbox      | Não      | Não      | Não             | Expansion pack |
| Ghost Recon Advanced Warfighter      | 2006              | 2013               | Sim     | Não | Xbox, 360 | PS2      | Não      | Não             |                |
| Ghost Recon Advanced Warfighter 2    | 2007              | 2013               | Sim     | Não | 360       | PS3, PSP | Não      | celular         |                |
| Ghost Recon Predator                 | 2010              | ?                  | Não     | Não | Não       | PSP      | Não      | Não             |                |
| Ghost Recon Wii                      | 2010              | ?                  | Não     | Não | Não       | Não      | Wii      | Não             |                |
| Ghost Recon: Shadow Wars             | 2011              | ?                  | Não     | Não | Não       | Não      | 3DS      | Não             |                |
| Ghost Recon: Future Soldier          | 2012              | 2024               | Sim     | Não | 360       | PS3      | Não      | Não             |                |
| Ghost Recon Online                   | 2012              | ?                  | Sim     | Não | Não       | Não      | Wii U    | Não             |                |
| Ghost Recon: Wildlands               | 2017              | 2017               | Sim     | Não | Xbox One  | PS4      | Não      | Não             |                |
| Tom Clancy's Ghost Recon: Breakpoint | 2019              |                    | Sim     |     |           |          |          |                 |                |

## Recepção
Apesar de bem recebido pelos críticos de jogos, os primeiros jogos da série Ghost Recon foram criticados pela inteligência artificial pobre dos esquadrões.
| Jogo                                           | Game Rankings                                        | Metacritic                           |
| ---------------------------------------------- | ---------------------------------------------------- | ------------------------------------ |
| Tom Clancy's Ghost Recon                       | (Xbox) 85.31% (PC) 82.15% (PS2) 67.03% (GC) 63.25%   | (Xbox) 84 (PC) 80 (PS2) 63 (GC) 59   |
| Tom Clancy's Ghost Recon: Desert Siege         | (PC) 83.17%                                          | (PC) 82                              |
| Tom Clancy's Ghost Recon: Island Thunder       | (PC) 81.59% (Xbox) 81.58%                            | (PC) 82 (Xbox) 81                    |
| Tom Clancy's Ghost Recon: Jungle Storm         | (PS2) 70.71%                                         | (PS2) 70                             |
| Tom Clancy's Ghost Recon 2                     | (Xbox) 82.64% (PS2) 63.61% (GC) 49.64%               | (Xbox) 80 (PS2) 58 (GC) 54           |
| Tom Clancy's Ghost Recon 2: Summit Strike      | (Xbox) 83.49%                                        | (Xbox) 84                            |
| Tom Clancy's Ghost Recon Advanced Warfighter   | (X360) 90.49% (PC) 80.07% (Xbox) 64.57% (PS2) 50.67% | (X360) 90 (PC) 80 (Xbox) 66 (PS2) 44 |
| Tom Clancy's Ghost Recon Advanced Warfighter 2 | (PS3) 86.59% (X360) 86.42% (PC) 77.15% (PSP) 62.38%  | (X360) 86 (PS3) 84 (PC) 76 (PSP) 61  |
| Tom Clancy's Ghost Recon Predator              | (PSP) 56.00%                                         | (PSP) 54                             |
| Tom Clancy's Ghost Recon Wii                   | (Wii) 46.87%                                         | (Wii) 46                             |
| Tom Clancy's Ghost Recon: Shadow Wars          | (3DS) 78.68%                                         | (3DS) 77                             |
| Tom Clancy´s Ghost Recon: Future Soldier       | (X360) 78.65% (PS3) 78.44% (PC) 66.50%               | (X360) 79 (PS3) 79 (PC) 71           |
| Tom Clancy's Ghost Recon Online                | (PC) 66.22% (WIIU)                                   | (PC) 69 (WIIU)                       |